# Petelia umbrosa
Petelia umbrosa là một loài bướm đêm trong họ Geometridae.